# Liolaemus puelche
Espèce
Statut de conservation UICN

 LC  : Préoccupation mineure
Liolaemus puelche est une espèce de sauriens de la famille des Liolaemidae.

## Répartition
Cette espèce est endémique de la province de Mendoza en Argentine,.

## Étymologie
Cette espèce est nommée en l'honneur des Puelche.

## Publication originale
- Avila, Morando, Fulvio Perez & Sites, 2007 : A new species of Liolaemus (Reptilia: Squamata: Liolaemini) from southern Mendoza province, Argentina. Zootaxa, no 1452, p. 43-54.